# Meine
Meine è un comune di 8.136 abitanti della Bassa Sassonia, in Germania.
Appartiene al circondario (Landkreis) di Gifhorn (targa GF) ed è parte della comunità amministrativa (Samtgemeinde) di Papenteich.

## Geografia fisica
Meine si trova nella parte orientale della Bassa Sassonia, sulla strada che porta da Braunschweig alla Landa di Luneburgo. Il Mittellandkanal attraversa il territorio comunale. Non ci sono quasi colline, ma nelle giornate limpide si possono vedere i monti Elm e Harz.

## Storia
Meine viene menzionata per la prima volta in un documento del 1007 come Meynum. Tuttavia, si presume che a quell'epoca la città esistesse già da più tempo. Secondo il geografo Wolfgang Meibeyer, la fondazione di Meine è legata alla sottomissione delle terre abitate dai Sassoni da parte dei Franchi nell'VIII secolo. In questo periodo furono fondati diversi insediamenti nella foresta settentrionale, fino ad allora largamente disabitata.
A partire dall'XI secolo, il villaggio era una città di confine tra la diocesi di Halberstadt e la diocesi di Hildesheim, il cui confine correva a ovest del villaggio. Intorno al 1280, Meine fu menzionata in un registro feudale ala Meynem. 
La città conobbe una notevole crescita grazie all'insediamento dello zuccherificio Papenteich zu Meine AG. Nel 1990, la fabbrica divenne parte di Zuckerverbund Nord AG e fu chiusa nel 1991. Il sito della fabbrica nel centro della città è stato successivamente trasformato in una piazza simile a un mercato con edifici residenziali.